# Tecuala
Tecuala é um município do estado do Nayarit, no México.